# Bibułkarstwo

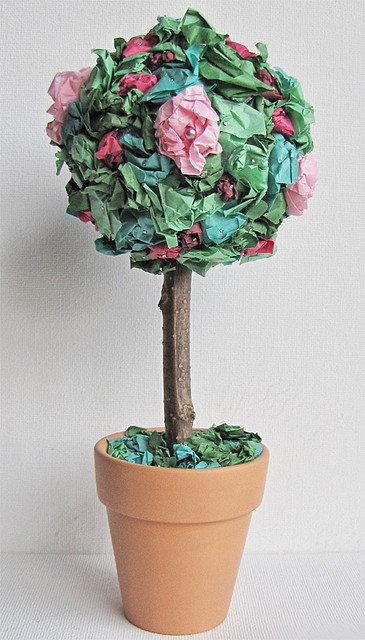
Przykładowy wyrób z bibuły

Bibułkarstwo – wymarłe rękodzieło polegające na robieniu ozdobnych kwiatów (głównie maków, stokrotek, chabrów i niezapominajek) z bibuły. Było to tradycyjne rzemiosło w Małopolsce. Bibułkarstwem zajmowały się głównie kobiety, które przystrajały potem swoimi wyrobami miejsca sakralne i domostwa. Po pewnym czasie wykształciły się rozmaite techniki bibułkarskie, takie jak wycinanie, skręcanie, zwijanie i rolowanie. Obecnie bibułkarstwem zajmują się jedynie twórcy ludowi świadomie kultywujący dawne tradycje. Aby chronić wyroby przed utratą koloru i kształtu, kwiaty były maczane w gorącym wosku, który po zaschnięciu zapobiegał zniekształcaniu i blaknięciu kwiatów.
Kobiety zajmujące się bibułkarstwem nazywano kwiaciarkami lub bibułkarkami.